# 通济桥 (余姚市)
通济桥，又名舜江桥、老江桥，是中国浙江省余姚市城区姚江上的一座三孔石拱桥。桥梁始建于北宋，现存桥梁建于清代，有“浙东第一桥”之称。桥梁与北岸的舜江楼形成“长虹腾空，飞阁镇流”的景观，成为余姚历史文化的象征。通济桥于2019年被列入全国重点文物保护单位。

## 历史

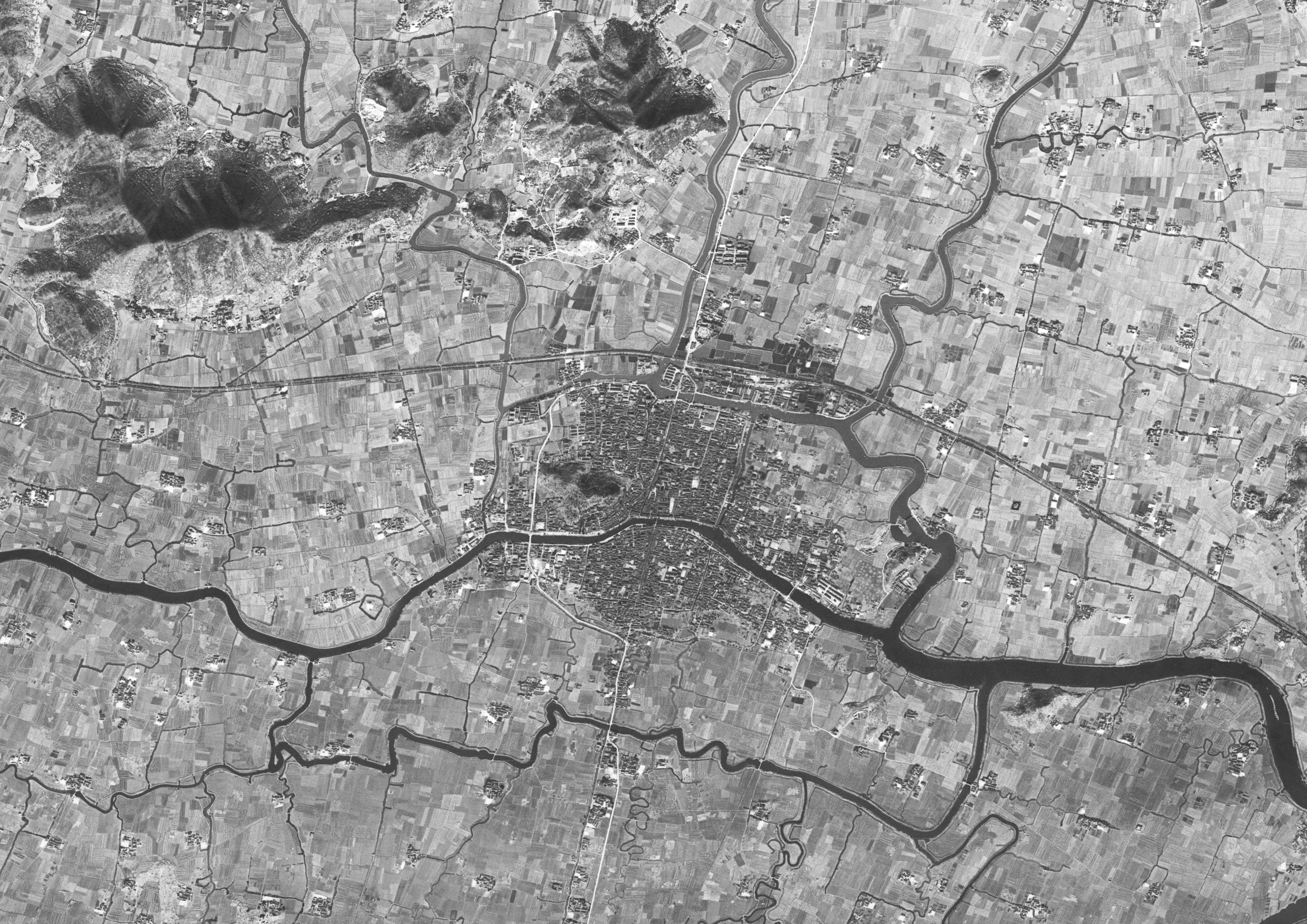
1968年11月原余姚县城及周边地区卫星地图，原余姚城墙南北两城、隔江相望的格局清晰可辨，通济桥正是沟通两岸城区的主要桥梁。

通济桥由知县谢景初为方便姚江两岸沟通而主持建造，始建于北宋庆历七年（1047年），次年落成。当时建成的桥梁为木桥，初名德惠桥。靖康之变后，康王赵构逃至江南，金军尾随，将德惠桥烧毁，南宋绍兴二年（1132年）由知县苏忠复建，此后又毁。至南宋咸淳三年（1267年），由县人王籍、王应龙复建，并更改桥名为虹桥。此后，桥梁屡毁屡建，期间曾一度使用浮桥替代。
元代中期，僧人惠兴发起将桥梁改建为石拱桥，但在桥梁完工前圆寂。道士李道宁主持了此后的营建工作，至顺三年（1332年）桥梁完工，取《周易·系辞下》中“刳木为舟，剡木为楫，舟楫之利，以济不通”之义，定名通济桥。至明万历八年（1580年），南桥孔毁坏，三年后修复。清雍正四年（1726年），通济桥崩塌，三年后由闽浙总督李卫主持重建，耗费木桩二千一百余根，铁二千五百余斤，石料值白银近一千五百万两，人工近四万，雍正九年（1731年）建成。

## 形制
通济桥地处余姚城区姚江上，为古时自甬江至姚江上溯时所能遇到的第一座桥梁，因而有“浙东第一桥”之称。桥梁为陡拱式三孔两墩石拱桥，现有桥梁长43.4米，主跨14.2米，高8.4米，南孔跨径7.6米，高4.9米，北孔跨径8.7米，高4.95米，因桥梁高耸，有“海舶过而风帆不解”之说。桥面台阶两侧有车马道，两端宽中间窄，两端宽6.43米，中央宽5.61米。桥面两侧有石质望柱24根，石质栏板22块。桥顶栏板有莲花浮雕，两旁的四根望柱有石狮，南北坡望柱上刻有莲花座。主跨两侧桥身侧面刻有桥联，东侧桥联为“千里遥吞沧海月，万年独砥大江流”，西侧桥联为“一曲蕙兰飞彩鷁，双城烟雨卧长虹”。

## 保护

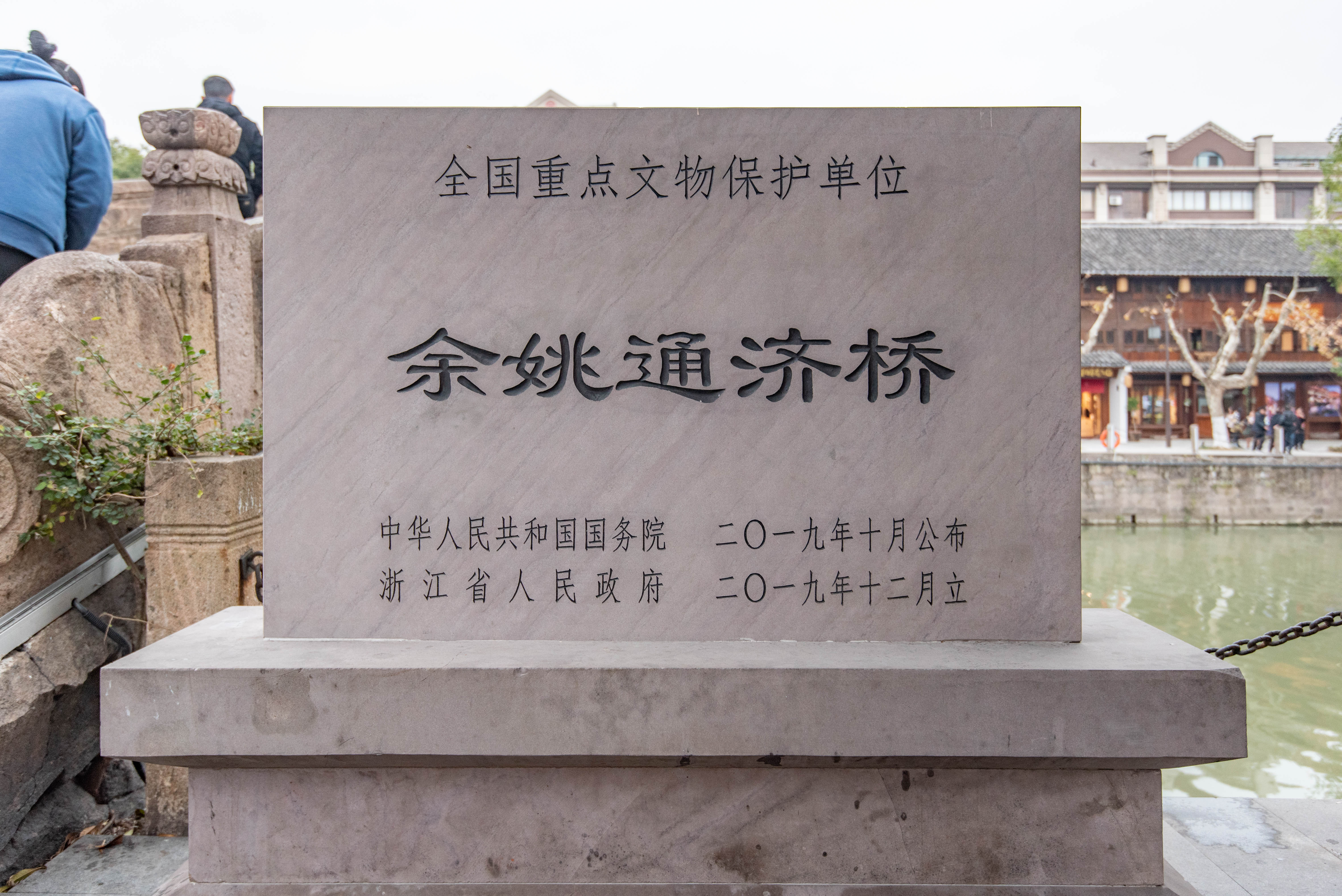
通济桥全国重点文物保护单位碑

通济桥于1981年6月11日被列入余姚县文物保护单位，2011年1月7日与舜江楼一起以“通济桥和舜江楼”的名义被列入第六批浙江省文物保护单位。2019年10月7日，通济桥被列入第八批全国重点文物保护单位。桥梁处于余姚府前路历史文化街区核心保护范围内。文物部门多次对通济桥实施检测，并采取措施防止桥上的裂缝进一步扩大。2016年，曾有人驾驶越野车冲上通济桥，引起余姚市民关注，此后肇事者被警方行政拘留。

## 民间传说
相传通济桥使余姚风水上佳，历代官宦辈出。明代余姚出生的阁臣谢迁和邻县慈溪出生的尚书赵文华不和，赵欲破坏余姚风水，因而向皇帝进谗要求拆毁通济桥获得同意。谢迁得知后以“瞒天帐”盖过江面，当赵文华坐船经过时，不知不觉已驶过通济桥，只得拆一座小桥以应付圣旨。

## 图片

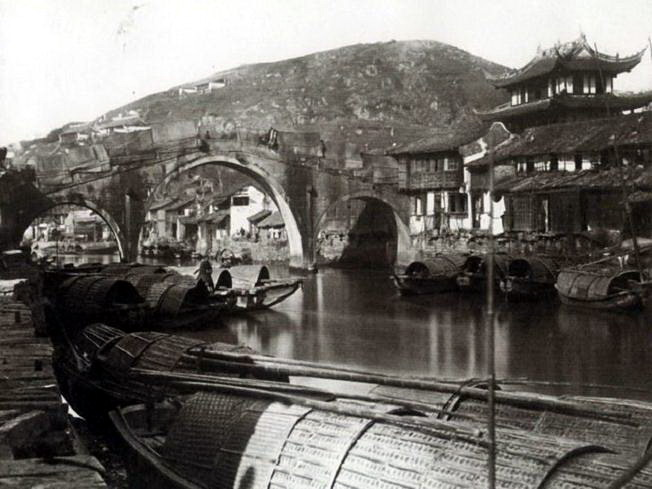
20世纪30年代的通济桥
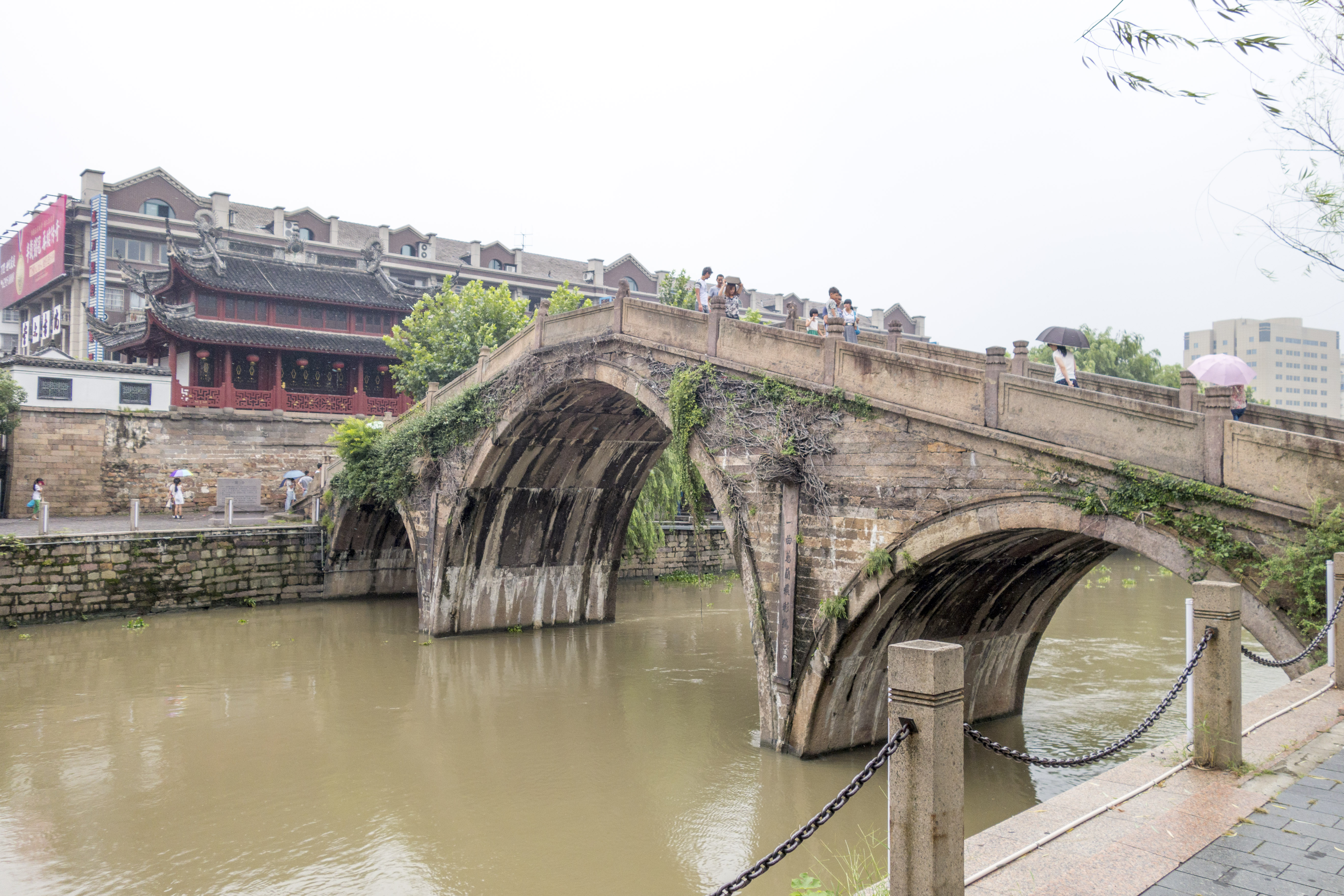
桥梁与北侧的舜江楼
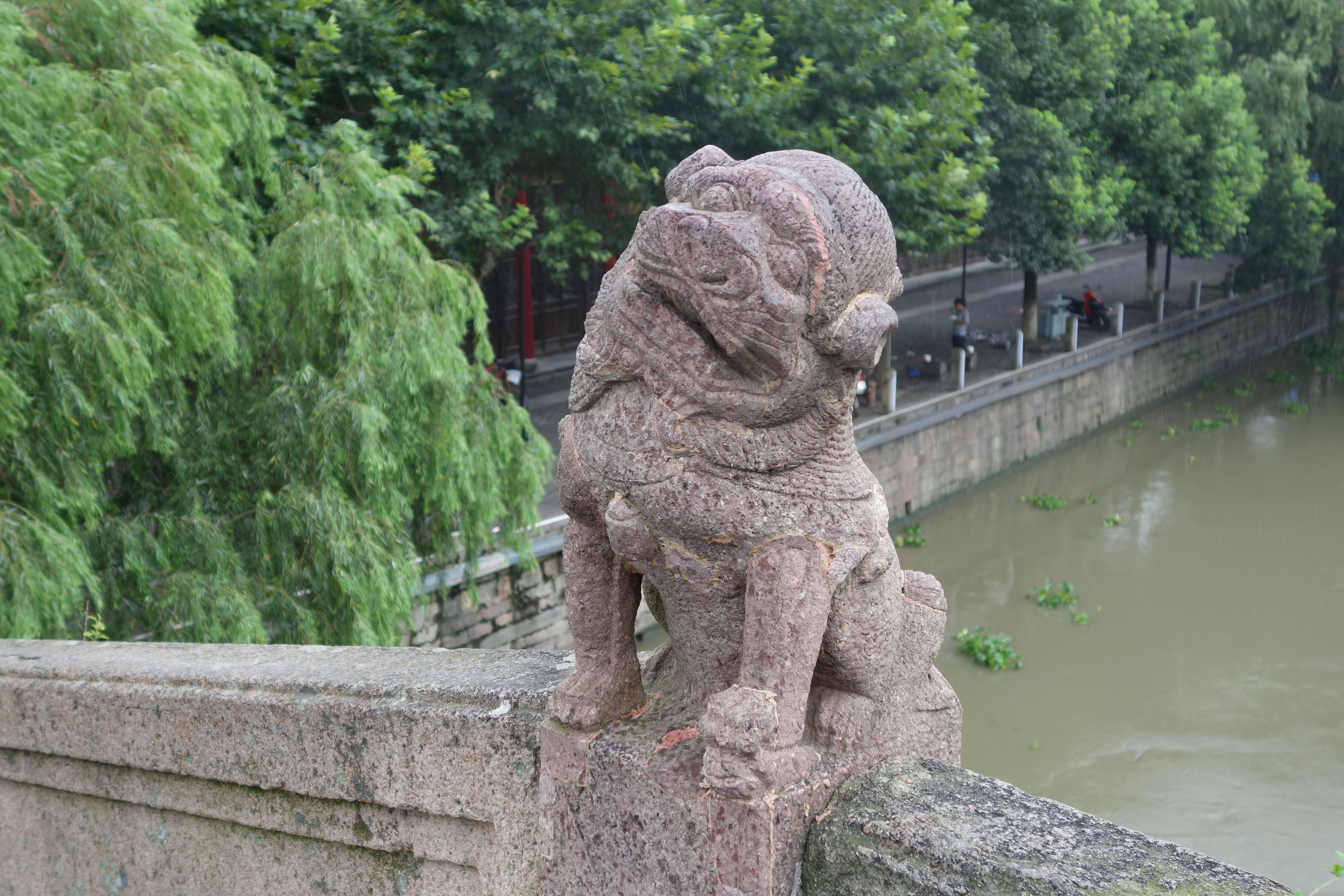
桥顶栏杆石狮
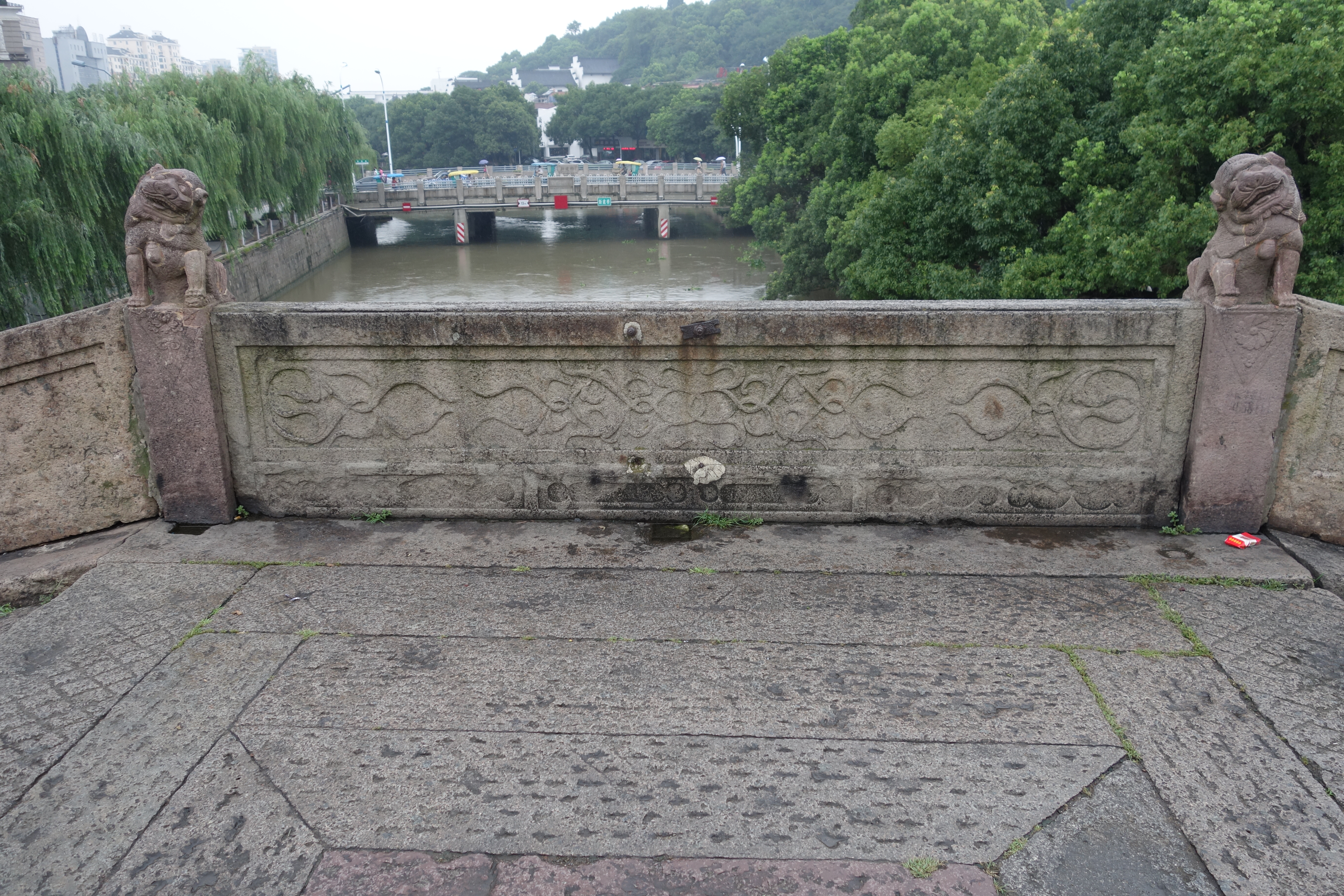
桥顶栏板浮雕
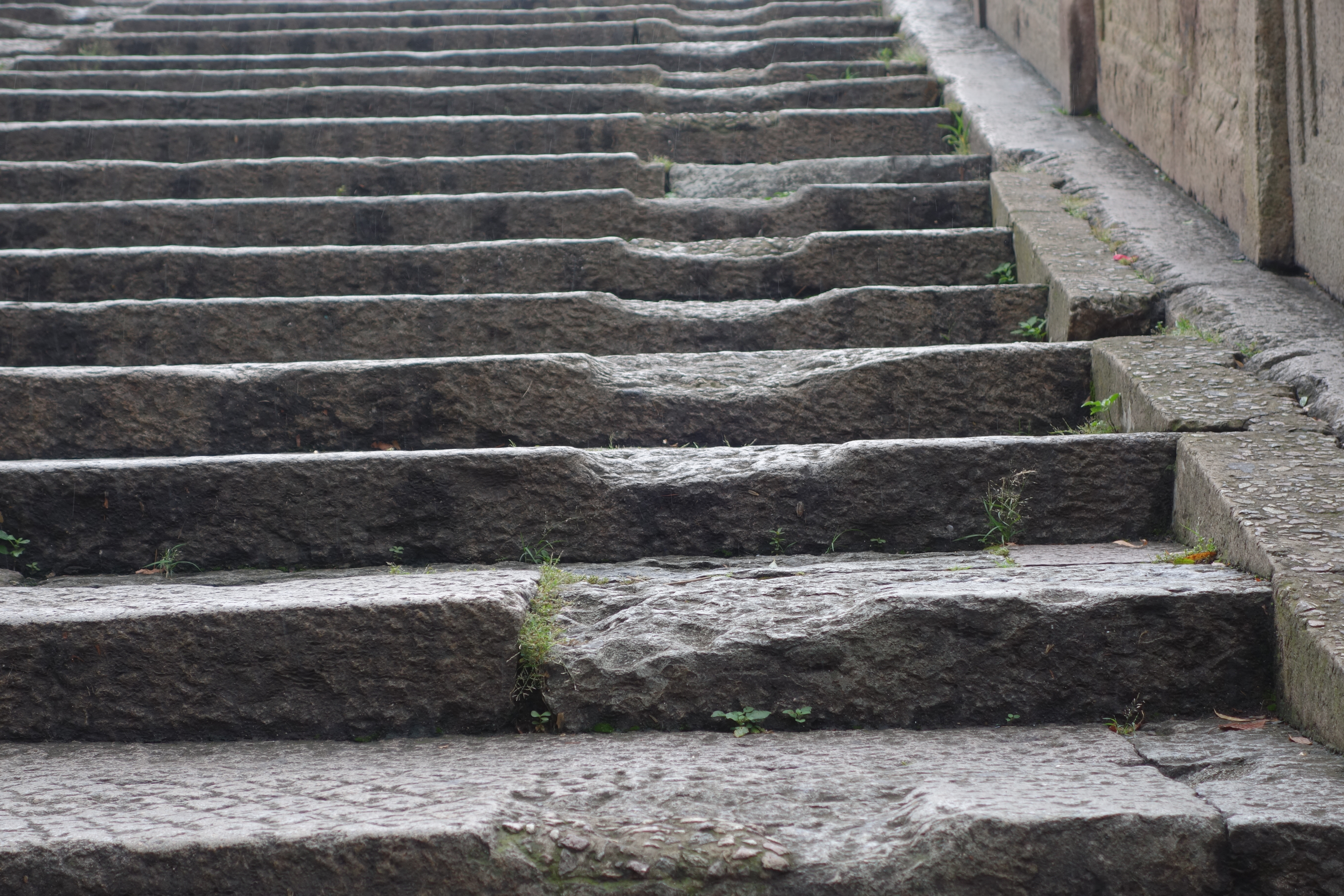
台阶两侧的车马道
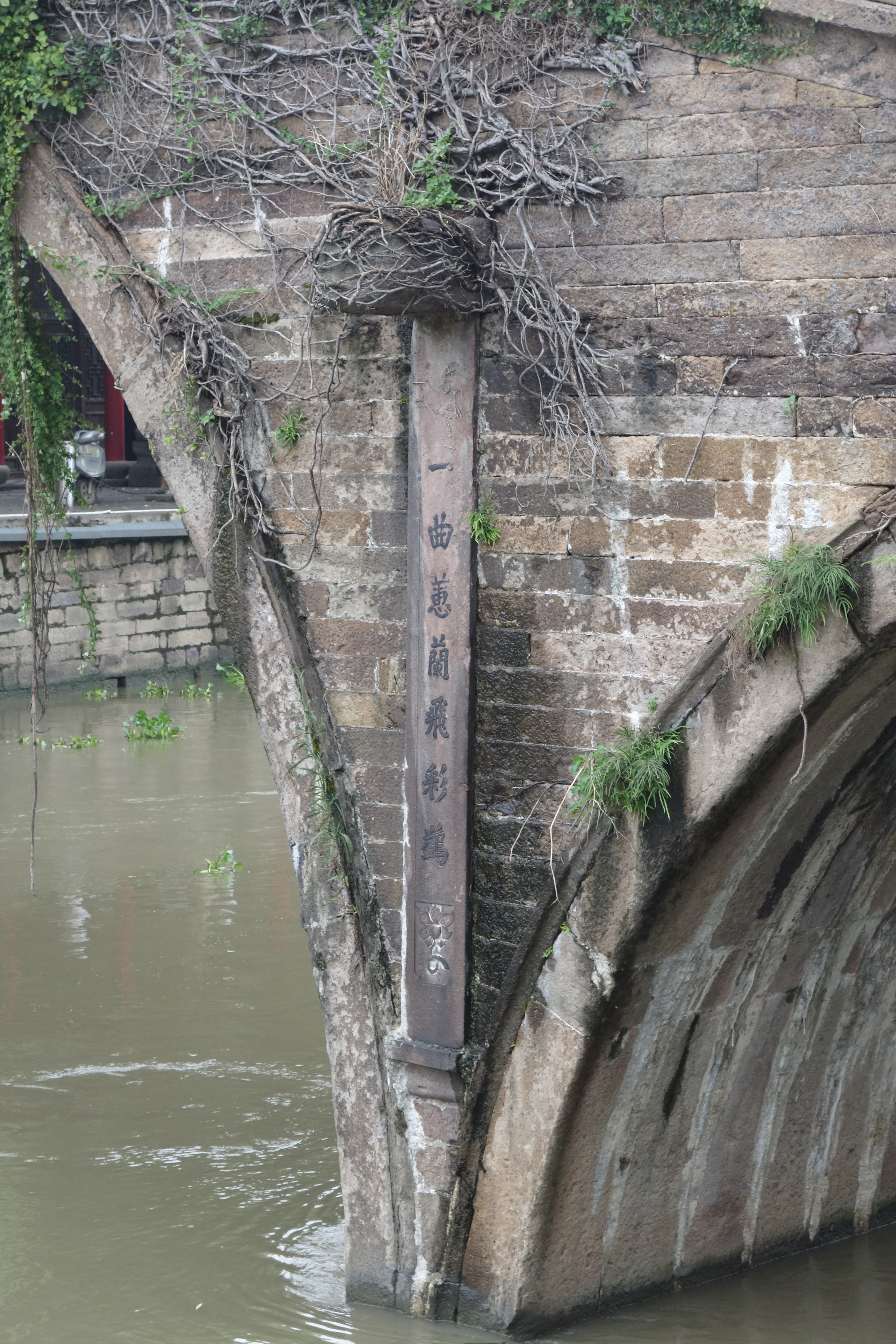
桥联及顶部的𧈢𧏡